# Astrid Kruse Jensen
Astrid Kruse Jensen (født 1975 i Aarhus) er en dansk fotograf og billedkunstner. Hendes kunstneriske arbejde er ofte karakteriseret ved dets drømmende kvaliteter, der udvisker grænserne mellem hukommelse, bevidsthed, virkelighed og illusion.

## Karriere
Hun er født i Aarhus, men opvokset i Aabenraa. Astrid Kruse Jensen er uddannet fra Gerrit Rietveld Academie i Amsterdam, og i 2002 dimitterede hun fra Glasgow School of Arts i Skotland.
Astrid Kruse Jensen har været nomineret til flere priser, og hendes værker har været udstillet i Europa, samt i Nordamerika og Asien. Hun er eksempelvis repræsenteret i Det Nationale Fotomuseum, Sorø Kunstmuseum, George Eastman House, Manchester Art Gallery og ARoS Aarhus Kunstmuseum. I 2011 var Astrid Kruse Jensen medinstruktør på kortfilmen The House inside her sammen med Pernille Rose Grønkjær.
Astrid Kruse Jensen bor og arbejder i København.